# Institut für Neutestamentliche Textforschung

Logo des "Instituts für Neutestamentliche Textforschung"

Das Institut für neutestamentliche Textforschung (INTF) gehört zur Universität Münster in Münster und erforscht als Schwerpunkt die Textgeschichte des Neuen Testaments. Es rekonstruiert den griechischen Ausgangstext auf der Basis der gesamten handschriftlichen Überlieferung, der frühen Übersetzungen und patristischen Zitate.
Das INTF gibt Editionen und Hilfsmittel heraus, darunter die Handausgaben Novum Testamentum Graece und Greek New Testament sowie die Editio Critica Maior. In seiner Arbeit wird es von der Hermann Kunst-Stiftung zur Förderung der neutestamentlichen Textforschung gefördert. Im institutseigenen Bibelmuseum werden die Ergebnisse dieser Arbeit einem breiteren Publikum zugänglich gemacht.

## Geschichte
Das Institut für Neutestamentliche Textforschung wurde 1959 in Münster von Kurt Aland (1915–1994) gegründet. Seit den 1950er Jahren hatte Aland bereits am Novum Testamentum Graece von Eberhard Nestle und Erwin Nestle mitgearbeitet. Im INTF wurde diese Handausgabe dann weiter revidiert und ediert. Unter dem Namen Nestle-Aland wurde sie zum Markenzeichen des Instituts. 1966 kam als zweite Handausgabe das für Übersetzer vorgesehene Greek New Testament hinzu, das heute unter dem Dach der UBS vertrieben wird. Eine neue Textrekonstruktion, bei der den großen Papyrusfunden des 20. Jahrhunderts besondere Bedeutung zukam, erfolgte in der 26. Auflage des Nestle-Aland 1979 und in der dritten Auflage des Greek New Testament 1975. Beide Ausgaben sind seitdem textidentisch, bieten aber unterschiedliche textkritische Apparate.
Hauptziel des Instituts ist die sogenannte Editio Critica Maior, die die gesamte Überlieferung des Neuen Testaments in griechischen Handschriften, alten Übersetzungen und neutestamentlichen Zitaten in antiker christlicher Literatur zugrunde legt. Voraussetzung für die Realisierung dieser Aufgabe war die Sichtung und Auswertung der gesamten handschriftlichen Überlieferung des griechischen Neuen Testaments. Unter der Leitung von Kurt Aland erfolgte also zunächst in Vorbereitung auf die Editio Critica Maior die möglichst vollständige Sammlung des Materials (zum Teil auf ausgedehnten Handschriftenreisen) in Form von Mikrofilmen und Fotografien und seine Auswertung in Einzeleditionen und Spezialuntersuchungen.
Einen Freund und Förderer fand Kurt Aland in Bischof Hermann Kunst. Die von ihm 1964 ins Leben gerufene Stiftung, seit 1977 “Hermann Kunst-Stiftung zur Förderung der neutestamentlichen Textforschung”, gewährt dem Institut seitdem entscheidende finanzielle Unterstützung.
1979 wurde von Kurt Aland das Bibelmuseum Münster gegründet, das die Arbeit des Instituts auch einer breiteren Öffentlichkeit vorstellt.
1983 folgte Barbara Aland bis 2004 ihrem Mann in der Institutsleitung. Unter ihrer Ägide wurde die Auswertung des Materials weiter geführt und der Wissenschaft in vielen Veröffentlichungen zugänglich gemacht. 1997 erfolgte die erste Lieferung der Editio Critica Maior mit dem Jakobusbrief.
Seit Oktober 2004 leitet Holger Strutwolf Institut und Bibelmuseum.
2007 wurde das Projekt der Editio Critica Maior in das Programm der Nordrhein-Westfälischen Akademie der Wissenschaften und der Künste aufgenommen. Im folgenden Jahr wurde die Arbeitsstelle „Novum Testamentum Graecum – Editio Critica Maior“ an der Universität Münster eingerichtet.

## Projekte

### Editio Critica Maior
Hauptziel des Instituts ist die Editio Critica Maior des griechischen Neuen Testaments, die erstmals auf dem gesamten Material der erhaltenen griechischen Handschriften, den alten Übersetzungen und den neutestamentlichen Zitaten in der antiken christlichen Literatur basiert. 1997 erschien die erste Lieferung der Editio Critica Maior mit dem Brief des Jakobus, 2013 der Band mit den Katholischen Briefen in 2. Auflage. Das Projekt der Editio Critica Maior wird von der Nordrhein-Westfälischen Akademie der Wissenschaften und der Künste als Langzeitprojekt gefördert.

### Nestle-Aland und Greek New Testament
Am Institut werden seit den 1960er Jahren die beiden maßgeblichen Handausgaben des griechischen Textes des Neuen Testaments herausgegeben, der sog. Nestle-Aland (die vorherigen Herausgeber waren Erwin und Eberhard Nestle) und das Greek New Testament. Die 26. Auflage des Nestle-Alands berücksichtigt die neuen Papyrusfunde des 20. Jahrhunderts. Die 28. Auflage (2012) ist auch in elektronischer Form auf CD-ROM publiziert. Ein Prototyp war zeitweise bereits vorher online zugänglich.

### New Testament Transcripts
In der Datenbank New Testament Transcripts ist, parallel und vorbereitend zur Fertigstellung des elektronischen Nestle-Aland, der gesamte Text des neuen Testaments hinsichtlich der Vorkommnisse und Abweichungen des Wortbestands in den existierenden Handschriften nachvollziehbar.

### New Testament Virtual Manuscript Room
Das INTF stellt als elektronisches textkritisches Hilfsmittel den New Testament Virtual Manuscript Room (NT.VMR) bereit, ein virtueller Handschriftenlesesaal, in dem neutestamentliche Handschriften online einsehbar sind. Aufbau der Datenmodelle, Design der Website und die Programmierung wurden von Martin Faßnacht und Ulrich Schmid realisiert. Digitalisierte Handschriften können im VMR einzeln in Faksimile und, sofern vorhanden, Transkript angezeigt werden.

### Handschriftenliste
Die von Kurt Aland herausgegebene, offizielle Kurzgefasste Liste der griechischen Handschriften des Neuen Testaments ist öffentlich einsehbar. Sie führt die von Caspar René Gregory eingeführte Zählweise der Manuskripte fort mit Hilfe der Gregory-Aland-Nummern (GA-Nummer). Diese erfasst sämtliche weltweit bekannten neutestamentlichen Handschriften und vergibt bisher nicht bekannten Manuskripten neue GA-Nummern oder ordnet Fragmente bereits bekannten Handschriften zu, weist jeweils wichtige Kennziffern aus; u. a. werden genannt: das Jahrhundert der Entstehung, Inhalt, Format, Besitzer bzw. Bibliothek und genaue Signatur der Handschrift. In der gesamten Forschung werden diese Nummern einheitlich zur eindeutigen Bezeichnung von Handschriften verwendet.

## Handschriften
Das INTF bewahrt die folgenden Handschriften:
Minuskeln 676, 798, 1432, 2444, 2445, 2446, 2460, 2754, 2755, 2756, 2793; Lektionaren ℓ1681, ℓ1682, ℓ1683, ℓ1684 (untere Schrift Unzial 0233), ℓ1685, ℓ1686, ℓ2005, ℓ2137, ℓ2208, und ℓ2276.

## Direktoren
- 1959–1983: Kurt Aland
- 1983–2004: Barbara Aland
- seit 2004: Holger Strutwolf

## Videos
- Bericht über die neue Handschriftenfunde im Sinai 1975
- Fernsehbericht über die Eröffnung des Bibelmuseums und die Arbeit des INTF, 1979